# HC Čeští Letci
HC Čeští Letci (celým názvem: Hockey Club Čeští Letci) byl český klub ledního hokeje, který sídlil ve městě Nová Paka v Královéhradeckém kraji. Založen byl v roce 2011, zanikl v roce 2016. V letech 2011–2016 působil v Lomnické hokejové lize, neregistrované soutěži ledního hokeje v České republice. Klubové barvy byly oranžová a černá.
Své domácí zápasy odehrával v Lomnicích nad Popelkou na tamějším zimním stadionu.

## Historie
Hokejový klub HC Čeští Letci byl založen v Nové Pace a svým jménem chce připomenout odkaz nejen místních, ale i všech českých válečných letců, jejich odvahu a statečnost. Logo klubu nápadně připomíná logo Philadelphia Flyers. Podobnost tedy není náhodná, přestože náš znak symbolizuje něco jiného. U nás tři perutě ve znaku klubu symbolizují tři novopacké piloty: Otakara Hrubého, Stanislava Fejfara, Adolfa Vránu a samotný oranžovo-černo-bílý kruh je znakem umístěným na letadlech spojenců za 2. světové války.
První schůzka za účelem představení záměru „založení nového klubu“ se uskutečnila 19. 12. 2010 v Ježkově statku v Nové Pace za účasti Petra Čepka, Martina Kohúta, Pavla Kohúta a Michala Tlapáka. Z kraje roku 2011 byla podána žádost o založení občanského sdružení na MV s následným schválením k 31. lednu 2011. Občanské sdružení HC Čeští Letci založili Petr Čepek, Martin Kohút, Michal Tlapák a Petr Bílek.
Po schválení občanského sdružení přichází na řadu grafický návrh a zhotovení prvního dresu. Dres nesl jméno Tomáše Syrůčka z Hradce Králové s číslem „77“. Po podrobném zvážení se ale nápis Čeští Letci, který byl umístěn nad logem týmu, pro konečnou variantu dresů nechává odstranit a bude umístěn na zádech pod číslem. Martin Kohút nechává zhotovit „malé logo“ týmu se symbolem letadla a s nápisem HC Čeští Letci, který se následně umísťuje na pravou stranu nad velké logo.
V lednu 2011 jsou zprovozněny zkušební webové stránky pod webnode.cz a v únoru je odeslána poptávka na zřízení profesionálních webových stránek od FY eSports. Tyto stránky se dokončují a jsou pro veřejnost otevřeny 16. září 2011.
První setkání hráčů se uskutečnilo dne 21. května 2011 ve 14.00 hodin v restauraci u zimáku v Lomnici nad Popelkou. Během setkání byli přítomní hráči obeznámení s fungováním klubu, jeho technickým zázemím a byly nafotografovány portréty hráčů již v jejich vlastních dresech.
17. září 2011 se na ZS v Lomnici nad Popelkou konal úvodní trénink, kde se Letci sešli téměř v kompletní sestavě. Cílem tohoto tréninku bylo rozbruslení po letní pauze, ale hlavně utvoření sestavy pro následující přátelský zápas.
První zápas sehráli Letci v neděli 25. září 2011 na ZS v Lomnici nad Popelkou proti celku z Nejvyšší pojizerské ligy HC Modřišice a zvítězili vysoko 14:0. První gól za Letce dal Lukáš Karban ve 12. minutě zápasu hraném 3 × 15 min.

### Sezóna 2011/2012
Tým na jehož sestavení se podílel Martin Zikmund, Jarda Kozák a Martin Kohút, dokázal hned na úvod zaskočit loňského mistra Grey Grizzlies Hořice, výsledek 3:0 čekal asi málokdo. Z celkem devíti zápasů první části LHL ochutnali letci celkem 3× porážku. Prvně od Sokol Těpeře 4:7, pak BHK Turnov 2:3 a Sokol Rovensko B 4:5. Nicméně porážky důležité pro to, aby si tým uvědomil svá slabá místa a zapracoval na nich. V důležitém zápase se Sokolem Roztoky 26.12.2011 letci obstáli 7:2 a zajistili si do druhého kola LHL účast v první desítce. Koncem roku se také začal rýsovat vznikající Fanklub týmu.
Na úvod druhé části LHL kde mezi sebou hraje prvních deset týmů o postup do play off, Letci nekompromisně oplatili porážku od Sokola Rovensko B v prvním kole, výsledkem 6:1. Následoval zápas s HC Libštát s výbornou diváckou kulisou a i přes značnou podporu fanoušku Libštátu s dvěma bubny, Letci zvítězili vysoko 10:0. Ve třetím zápase zdolali domácí Zeos Lomnice 6:0.
Následovaly vyrovnané zápasy se silnými soupeři, ale i po porážce od loňského mistra Grey Grizzlies Hořice, vedli Letci tabulku skupiny A s nadějí na její vítězství. V předposledním kole při zápase s Black Rooks Syřenov přišlo zaváhání Letců, kdy nedokázali využít počátečního náskoku 3:0, utkání skončilo 4:4 a Syřenov vyhrál na nájezdy. Tím se dostalo do vedení skupiny Sokol Rovensko A. Rovensko A však remizovalo v posledním kole, a i přes výhru na nájezdy to znamenalo konečných 22 bodů v tabulce kde Letci měli 19 se zápasem k dobru. Letci do posledního zápasu skupiny s týmem Kaspo nastoupili s vervou a na konci druhé třetiny za stavu 9:2 bylo téměř jasné, že pohár za první místo ve skupině půjde do Nové Paky.

### Play-off 2012
Vzhledem k výsledku základní části se čtvrtfinálovým soupeřem Letců stalo Jablonecké Kaspo, které Letci bez větších komplikací překonali a stanuli v semifinále proti Zeosu Lomnice. Zeos překvapivě ve čtvrtfinále vyřadil jednoho z favoritů Sokol Rovensko A a tudíž Letci k tomuto derby přistoupili zodpovědně a doslova lítali po ledě. Výsledky 7:3 a 6:3 se tak dostali do vysněného finále.
Ve finále nenarazili ovšem na Black Rooks Syřenov jak by si mnozí přáli ale na HC Sokol Těpeře, ostříleného finalistu Play off několika posledních let. Oba týmy měly ohromnou chuť zvítězit a tomu i odpovídal průběh finálových zápasů. V prvním zápase série šli do vedení Těpeře, které Letci stačili srovnat na 1:1, po druhé třetině však již Těpeře vedly 3:1 a Letcům bylo těžko. Fanoušci posílali i za tohoto vývoje vzkazy do kabiny, že týmu věří, a jejich víra se jim vyplatila. Třetí třetina byla bitva, kdy obě mužstva hrála na 100% a Letci srovnali stav na 3:3. V samostatných nájezdech ovšem proměnil pouze Martin Holoska a tak se Těpeře radovaly z prvního vítězství. Druhý duel měl podobný průběh, Těpeře skórovaly jako první, Letci srovnali na 1:1 a přidali další gól. Těpeře zabojovaly a srovnali na 2:2. Jako v prvním duelu došlo na nájezdy, kde se trenér Letců rozhodl k taktickému kroku a do brány místo Martina Frýby postavil Luďka Kordíka. Strategie se vyplatila, a hvězdou večera se vedle brankáře stal i Zdeněk Václavec, který dal rozhodující nájezd, a zajistil rozhodující nedělní zápas. Do nedělního zápasu vstoupila obě mužstva opatrně a tak se první třetina obešla bez vyloučení ale i bez gólů. Ve druhé třetině byl vyloučen na dvě minuty hráč Letců Jaroslav Sedláček a Pavel Hanyš zaskočil Těpeře tím, že ve vlastním oslabení vstřelil první gól. Snad i díky tomuto šoku se Letcům v následujících sedmi minutách podařilo vsítit další 4 góly a soupeře víceméně zdecimovat. Hráči Těpeř se ovšem nevzdali, naopak snažili se stav 5:0 změnit a prvním krokem byla branka za záda Martina Frýby 3 sekundy před koncem druhé třetiny. Během třetí třetiny však Těpeře skórovaly už jen dvakrát a tak s výsledkem 5:3 tým HC Čeští Letci zakončil svou první sezonu vítězstvím v Lomnické hokejové lize.

## Přehled ligové účasti
Stručný přehled
Zdroj:
- 2011–2016: Lomnická hokejová liga (neregistrovaná soutěž v České republice)

Jednotlivé ročníky
Zdroj:
Legenda: ZČ - základní část, červené podbarvení - sestup, zelené podbarvení - postup, fialové podbarvení - reorganizace, změna skupiny či soutěže
| Česko (2011 – 2016) |                        |                       |          |                                       |          |
| Sezóny              | Soutěž                 | Úroveň                | ZČ       | Play-off, nadstavba, sk. o udržení... | Poznámky |
| 2011/12             | Lomnická hokejová liga | neregistrovaná soutěž | 1. místo |                                       |          |
| 2012/13             | Lomnická hokejová liga | neregistrovaná soutěž | 3. místo |                                       |          |
| 2013/14             | Lomnická hokejová liga | neregistrovaná soutěž | 3. místo |                                       |          |
| 2014/15             | Lomnická hokejová liga | neregistrovaná soutěž | 1. místo |                                       |          |
| 2015/16             | Lomnická hokejová liga | neregistrovaná soutěž | 3. místo |                                       |          |

## Mezistátní utkání
Jelikož jeden z úkolů klubu mimo hokej je připomínat hrdinství a činy Novopackých pilotů RAF během 2.světové války, kde českoslovenští letci měli velmi dobré jméno, vznikla myšlenka srovnání těchto dvou zemí i na ledě. Přestože Velká Británie je země fotbalu, rugby a kriketu, najdou se i zde nadšenci pro brusle a hokejky. Pozvání na zápas přijali Hurrikání z Milton Keynes a zápas se plánuje na přelom září/říjen roku 2012.
19. září opravdu přistál na Ruzyńském letišti speciál s týmem MK Hurricanes. Během velmi náročného týmu, kde hráči navštívili extraligový tým HC Bílí Tygři, setkali se s idolem Petrem Nedvědem. Oba vzájemné zápasy vyzněli ve prospěch Letců z Lomnice, nicméně Angličani přijali obě prohry s pověstným humorem a brali to jako impuls pro jejich další práci na ostrovech.

## Fanklub
Fanklub se začal formovat přibližně rok po založení klubu. Postupně byl vyroben transparent, někteří fanoušci již fandí v dresech Letců. Během zápasů jsou slyšet trumpety, klaksony, sirény a buben. Počátkem sezony nechyběl na zápasech dvoumetrový model letounu Spitfire až do jeho pádu na led. Fanoušci letců mají k dispozici svařák. Během přerušení hry se hraje rocková muzika. Cílem fanklubu je vytvoření atmosféry, která je běžná na extraligových zápasech, ale na zápasech typu LHL spíše ojedinělá. Posledním přírůstkem fanklubu jsou vlajky o rozměrech 40 x 60 cm k dispozici fanouškům na zápasech.